# Acinque
Acinque S.p.A., in precedenza nota come Acsm Agam S.p.A., è una società per azioni italiana che opera nel settore delle utilities, frutto dell'aggregazione delle aziende municipalizzate dei comuni di Monza, Como, Lecco, Sondrio e Varese, con A2A in qualità di azionista di riferimento.
Il Gruppo si occupa di energia, ambiente, reti e infrastrutture, oltre che dell’erogazione di servizi al pubblico attraverso la gestione di farmacie comunali.
È quotata alla Borsa Italiana nell'MTA dal 1999.

## Storia
L'azienda è nata dall'unione fra la comasca Acsm (quotata alla borsa di Milano dal 27 ottobre 1999) e la monzese Agam. La fusione, operativa dal 1º gennaio 2009, fu promossa dalle due province lombarde per adeguarsi all’evoluzione del settore, che in quel momento mirava al rafforzamento dei singoli operatori. Partner di entrambe le società era A2A, che assunse il controllo del 21,9% insieme al Comune di Como (24,8%) e al Comune di Monza (29,1%).
L’azienda, denominata Acsm-Agam, rimase operativa con questo assetto fino al 2018, quando, in seguito agli accordi raggiunti nel mese gennaio con le società ASPEM, AEVV, AEVV Energie, Lario Reti Holding, Acel Service, Lario Reti Gas e A2A, fu annunciata la nascita di una nuova multiutility. La fusione, ufficializzata il 1º luglio 2018, determinò l’ingresso di tre nuovi territori, facendo salire il numero di soci pubblici a cinque (Como, Monza, Lecco, Sondrio, Varese), con A2A in veste di azionista di riferimento e partner industriale. L'operazione, come la precedente, si inseriva nel più generale processo di consolidamento delle utilities italiane, che stava portando alla formazione di un numero ristretto di operatori di dimensioni maggiori ma con un forte radicamento territoriale.
Dal 1º ottobre 2022 l'azienda ha cambiato la denominazione sociale in Acinque, completando anche nella presentazione il processo di unificazione dei diversi marchi.La scelta rispondeva all’obiettivo di rendere identificabile il Gruppo e di presentarlo al mercato come operatore unico, punto di riferimento per i cittadini e i clienti nei territori serviti.
A gennaio 2024 l’azienda ha perfezionato l’acquisizione del 70% di Agesp Energia, storico operatore nell’ambito di gas, luce e teleriscaldamento in provincia di Varese.

## Attività
Attraverso le società del Gruppo, Acinque si occupa di produzione e vendita di energia, mobilità sostenibile, efficienza energetica, servizi ambientali, distribuzione idrica, distribuzione di energia elettrica e gas, teleriscaldamento e servizi smart per le città, gestendo, inoltre, tre farmacie comunali sul territorio di Sondrio.

### Energia
Acinque gestisce impianti di generazione idroelettrici, fotovoltaici, cogenerativi e termici nelle province di Monza, Como, Lecco, Varese e Sondrio. Il Gruppo si occupa anche della vendita di energia elettrica e gas nelle province del nord della Lombardia e nelle aree del Veneto e del Friuli-Venezia Giulia. Dispone, inoltre, di una rete di colonnine di ricarica alimentate da energia proveniente da fonti rinnovabili nelle aree di Monza, Lecco, Como e Varese, gestendo nella città di Sondrio anche una rete di colonnine di ricarica per E-Bike e due parcheggi dislocati in punti nevralgici della città, oltre ai servizi di ricarica per auto elettriche.
Acinque si occupa, poi, dello sviluppo e della realizzazione di progetti di riqualificazione energetica e conduzione integrale degli impianti di riscaldamento e climatizzazione nelle province di Varese, Lecco, Sondrio, Monza e Como. In aggiunta, ha in capo la riqualificazione energetica di impianti sportivi e l’erogazione di servizi finalizzati a una gestione integrata delle attività che vanno dall’audit energetico degli edifici fino alla progettazione, manutenzione e riqualificazione degli impianti. La società ha in gestione l’impianto sportivo Acinque Ice Arena, l’ex Palaghiaccio di Varese, riqualificato nel 2022.

### Ambiente
Acinque eroga il servizio di igiene urbana con attività di raccolta dei rifiuti in alcuni comuni delle province di Como e Varese, dove si occupa anche della pulizia delle strade e della gestione dei centri di raccolta. L’azienda gestisce, inoltre, un termovalorizzatore a Como che consente la valorizzazione energetica dei rifiuti non utilmente riciclabili. Ciò che non è recuperabile come materia viene trasformato in energia elettrica da immettere in rete ed energia termica da impiegare nella rete di teleriscaldamento cittadina.

### Reti e Infrastrutture
Attraverso la società Lereti, Acinque si occupa delle fasi iniziali del ciclo idrico che vanno dalla raccolta alla potabilizzazione dell’acqua nelle province di Como e Varese, dove l’azienda gestisce anche tre impianti di distribuzione.
Tramite le società Lereti e Reti Valtellina Valchiavenna, il Gruppo si occupa anche della distribuzione di gas naturale nelle aree di Monza, Como, Lecco, Varese e Sondrio, curando lo sviluppo, la gestione tecnico-operativa e il servizio di misura delle infrastrutture coinvolte. La provincia di Sondrio è interessata anche dal servizio di distribuzione di energia elettrica.
La società gestisce, inoltre, i servizi di teleriscaldamento nelle città di Monza, Como e Varese attraverso cinque impianti di cogenerazione dislocati nei due capoluoghi lombardi, che consentono di ottimizzare la produzione congiunta di energia elettrica e termica, risparmiando importanti risorse energetiche primarie rispetto alla produzione separata.
Il Gruppo supporta, poi, le imprese nell’introduzione di nuove tecnologie all’interno dei processi operativi, collaborando con i comuni delle province in cui opera attraverso l’erogazione di servizi finalizzati a implementare la mobilità sostenibile, la gestione delle infrastrutture dell’illuminazione urbana e la sicurezza degli edifici pubblici, sia in termini di monitoraggio degli impianti che di videosorveglianza.

### Farmacie
Acinque si occupa, inoltre, della gestione di tre farmacie comunali nella città di Sondrio, che erogano prodotti, servizi, informazioni e prestazioni diagnostiche.

## Consiglio d'Amministrazione
- Presidente: Matteo Barbera
- Vicepresidente: Marco Canzi e Annamaria di Ruscio
- Amministratore Delegato: Stefano Cetti
- Consigliere: Annamaria Arcudi
- Consigliere: Maria Ester Benigni
- Consigliere: Paola Musile Tanzi
- Consigliere: Edoardo Iacopozzi
- Consigliere: Laura Botticini
- Consigliere: Giulia Consonni
- Consigliere: Elisabetta Piantoni
- Consigliere: Elio Della Patrona
- Consigliere: Giuseppe Basso

In carica sino all'approvazione del bilancio al 31 dicembre 2026.

## Azionariato
L'azionariato comunicato alla Consob al 2024 è il seguente:
- A2A S.p.A.: 41,34%
- Lario Reti Holding S.p.A.: 23,93%
- Comune di Monza: 10,53%
- Comune di Como: 9,61%
- Comune di Sondrio: 3,30%
- Comune di Varese: 1,29%
- Ascopiave: 5,00%
- Flottante: 5,00%

## Principali partecipazioni
- Reti Valtellina Valchiavenna S.r.l. - 100% (distribuzione energia elettrica e gas)
- Lereti S.p.A. - 100% (distribuzione acqua e gas), frutto della fusione tra Acsm-Agam reti gas acqua e Lario Reti Gas S.r.l.
- Acinque Tecnologie S.p.A. - 100% (teleriscaldamento e illuminazione pubblica), precedentemente chiamata Varese Risorse S.p.A.
- Comocalor S.p.A - 51% (teleriscaldamento)
- Acinque Energy Greenway S.r.l. - 70% (teleriscaldamento)
- Acinque Ambiente S.r.l. - 100% (gestione rifiuti)
- Acinque Energia S.r.l. - 99,75% (vendita energia elettrica, gas e servizi), precedentemente chiamata ACEL Energie S.r.l. e in cui sono confluite le attività di Enerxenia S.p.A.
- Acinque Farmacie S.r.l. - 100% (farmacie), precedentemente chiamata AEVV Farmacie S.r.l.
- Acinque Innovazione S.r.l. - 100% (efficientamento energetico, smart city e mobilità sostenibile)
- Agesp Energia S.r.l. - 70%[3][32]